# Chironomus karafutonis
Chironomus karafutonis är en tvåvingeart som först beskrevs av Matsumura 1911.  Chironomus karafutonis ingår i släktet Chironomus och familjen fjädermyggor. Inga underarter finns listade i Catalogue of Life.